# محله درب یلان (مسجدعلی)
مجموعه محله درب یلان (مسجدعلی) مربوط به دوره قاجار است و در کاشان، محله درب یلان واقع شده و این اثر در تاریخ ۱۱ بهمن ۱۳۷۸ با شمارهٔ ثبت ۲۵۷۱ به‌عنوان یکی از آثار ملی ایران به ثبت رسیده است.